# アルジュナ
アルジュナ（梵: अर्जुन、Arjuna）は、インド神話の叙事詩『マハーバーラタ』の主人公の一人。パーンダヴァ五兄弟（クル国の王パーンドゥの息子たち）の三男。パーンドゥの妃・クンティーがマントラでインドラ神を呼び出して授かった子である。弓術の達人であり、神弓・ガーンディーヴァを用いて戦った。
アルジュナは『マハーバーラタ』において、弓術を用いて活躍する。
長男ユディシュティラが知恵や家長的立場で活躍し、次男ビーマ(ビーマセーナ）が荒々しい肉弾戦や素直な感情の表出という見せ場があるのに対し、三男アルジュナは王位継承とはやや離れた立場で、神々の試練の攻略や人間的葛藤において、主人公的立ち位置を占める。異母弟に双子のナクラ・サハデーヴァがおり、敵対する従弟のカウラヴァ百王子に味方するカルナは同腹の兄にあたる。
マハーバーラタの一部である『バガヴァッド・ギーター』は、クリシュナ神が親友であるアルジュナに対して説いたものである。クリシュナとアルジュナの結び付きは密接である。クリシュナはヴィシュヌ神の化身かつ、その別側面たる聖仙ナーラーヤナの化身である。アルジュナはインドラ神の息子かつ化身であるが、同時にナーラーヤナの半身たる聖仙ナラの化身である（『マハーバーラタ』全体の構成及び出来事は「マハーバーラタの構成」を参照）。

## アルジュナの修行
森で生まれたアルジュナたちは、父・パーンドゥの死をきっかけに、一家でハスティナープラへ移る。そこで、王子たちの武芸の師として雇われたバラモンのドローナに教えを受ける。ドローナはパーンダヴァ五兄弟とカウラヴァ百王子（ドリタラーシュトラの息子達、アルジュナから見て従兄）の両方の王子を指導していたが、その才能から、特にアルジュナに目を掛けるようになった。
ある時、ドローナは弟子を一人ずつ呼び、遠くの木に止まっている鳥を指差しで「何が見えるか」と問うた。ユディシュティラを初めとする他の弟子たちが木や鳥、枝などを答えたのに対し、アルジュナだけが「鳥の目が見えます。他には何も見えません」と答え、見事鳥を射抜いた事に深く満足をした。
ドローナは息子のアシュヴァッターマンを溺愛していたため、水を汲む修行において、息子に一人だけ口の広い壺を持たせた。しかしながら、アルジュナは弓の技巧を用いて工夫したことで、アシュヴァッターマンと同等の成果を出した。
また、ドローナが「アルジュナに暗闇で食事をさせるな」と秘密裏に周りに言い、アルジュナは暗闇で食事をしているうちに、習慣であれば暗闇でも行えることを悟り、夜に弓の鍛錬に励んだ。これをドローナはたいそう喜んだ。
ドローナと共にハスティナープラで師事したのは、ドローナと同じバラモンで軍師のクリパである。ドローナほどではないが、クリパも同様にアルジュナを常に高く評価していた。
ドローナは、武術を習得した弟子たちの修行の成果を披露しようと、クル王・ドリタラーシュトラ（アルジュナの伯父、パーンドゥの兄）に御前試合を提案する。そこでパーンダヴァ、カウラヴァの両王子達は見事な武芸の腕を披露する。その場に闖入してきたのが、アルジュナ同様に弓術に長けたカルナであった。彼もまた、ドローナのもとで武術を学んでいたが、常々アルジュナに強い競争心を抱き、カウラヴァのドゥルヨーダナ（ドリタラーシュトラの息子、アルジュナの従兄）を後ろ盾にして敵対していた。 カルナの挑発を受けたアルジュナは師匠らの許可を得て、カルナと対峙する。しかし一騎打ちの作法に詳しいクリパの「戦いを申し込む場合は身分を明らかにすべきである。それを知ってから、アルジュナは汝と戦うか否か決めるだろう」という言葉に、御者の息子であるカルナは返答ができなかった。これに対しドゥルヨーダナが「アルジュナが王族でないものとは戦わないというのであれば、カルナをアンガ王の地位につける。」と宣言するも、日没により御前試合は解散し、カルナとアルジュナの一騎打ちは行われなかった。
ドローナはその後、弟子から師匠への伝統的謝礼（グル・ダクシナ）を要求した。ドローナの要求は因縁あるドルパダ王の捕縛であった。先に出発したカウラヴァ百王子やカルナなどの弟子たちが返り討ちにあった後、パーンダヴァはアルジュナを中心にドルパダ王の捕縛に成功する。このアルジュナの働きにドローナは益々アルジュナへの愛情を深めた。

## アルジュナの放浪
アルジュナはその生涯において兄弟と共に、あるいは単独でたびたび放浪生活を送っている。

### 燃えやすい素材の館からの脱出
一度目の放浪は、ドゥルヨーダナらとその腹心らによって、一家で滞在していた燃えやすい素材の館ごと焼き殺す計画を仕掛けられた際である。自らの死を偽装したパーンダヴァ兄弟とその母は、身分を隠し、時にはバラモンに扮し協力者を求めて放浪する。そしてドルパダ王の娘・ドラウパディーの婿選び式において、誰もひくことができなかった強弓をひいて見事的を射たアルジュナはドラウパディーを得る。花嫁を連れて帰ったアルジュナは「われわれの得たもの（施物）です」と母・クンティーに告げ、それを托鉢で得た食べ物だと思い込んだクンティーは「みなでいっしょに食べなさい（共有しなさい）」と発言してしまう。母の言葉を偽りにすべきではないこと、および「兄より先に弟が結婚すべきではない」というアルジュナの主張の末、長兄・ユディシュティラが五人共通の妻とすることを決める。（この一妻多夫婚の是非については、マハーバーラタ中でも、しばしば問答があるドラウパディーの項目参照）。

### 禁欲の放浪
二度目の放浪は、アルジュナ単独での放浪である。クル王国に帰還し、伯父・ドリタラーシュトラ王より未開の地であったカーンダヴァプラスタを譲渡されたパーンダヴァはこの地に国を興す。インドラプラスタと呼ばれた都で、パーンダヴァは平和に暮らす。ところがある日、牛を奪われて困っているバラモンに助けを求められたアルジュナは、兄弟間の「他の兄弟がドラウパディーと寝室にいる場合は、部屋に入ってはならない。もし、入った場合は十二年間の禁欲生活を送る。」という誓いを破り、部屋に入って弓を取り、バラモンを助ける。誓いに従ってアルジュナは進んで放浪の旅へと出る。この旅の中で、ナーガ族の姫・ウルーピーと出会い、ウルーピーとの間にイラーヴァットという息子をもうける。その後、チトラヴァーハナ王の元を訪れ、娘のチトラーンガダーを娶り、バブルヴァーハナという息子を授かる。その後、クリシュナの妹・スバドラーと恋に落ち、クリシュナの勧めで略奪婚によりスバドラーと結婚する。これはクシャトリヤに相応しい結婚の方法の一つで、男が妻にしたい女を自らが操る戦車に乗せて連れ去るというものである。スバドラーとの間にはアビマニユという息子を得る。十二年の放浪の後、スバドラーという新妻を伴って帰ってきたアルジュナに対し、ドラウパディーは不機嫌になるが、スバドラーが機転を利かせドラウパディーを姉として敬ったために事なきを得た。国へ帰ってきたアルジュナは、アグニ神の求めに応じ、クリシュナと共にカーンダヴァの森を焼く。この際、アルジュナは自らの腕力に釣り合う武器を求め、神弓・ガーンディーヴァと矢が尽きることのない二つの箙を森を焼くために得る。アルジュナとクリシュナは、諸神の要請により森火事を妨害にきたインドラ神などの多数の神々と、二人だけで戦いを行い、神々を退却させる。インドラ神はこの武勇の報酬として、後日シヴァ神を満足させたとき、アルジュナに天界の武器を与えることを約束した。

### 天界での武者修行
三度目の放浪は、骰子賭博にユディシュティラが敗北した為に、「十二年間森で暮らし、十三年目の一年間は正体を知られぬよう暮らさなければならない」という誓いによる。（骰子賭博の詳細はユディシュティラの項目参照）追放された森林での生活がしばらくたった頃、苦行しインドラ神に会って武器を授かるため、兄弟と別れて一人修行の旅に出る。そこで苦行を続けたアルジュナは、山岳民に扮したシヴァ神と戦う。これに戦いを挑んで敗北したアルジュナは、シヴァ神に許しを請い、その勇猛さに満足したシヴァ神にパーシュパタを与えられる。その後、アルジュナにヴァルナ神、ヤマ神、クベーラ神が武器を与え、最後に訪れたインドラ神がアルジュナを天界へ連れていく。アルジュナはそこであらゆる武器の使用方法と回収方法、歌や踊りを学んだ。修行を終えたアルジュナは、神々に報いるために、ニヴァ－タカヴァチャ族という魔族の討伐、およびヒラニヤプラという黄金の都の討伐を一人で行った。

### マツヤ国での潜伏
十三年目のパーンダヴァは、マツヤ国のヴィラータ王の元でそれぞれ正体を隠して暮らすが、アルジュナは女装してブリハンナラー（ブリハンナダー）を名乗り、王女らの舞踊の教師役となる。これはアルジュナが天界で舞踊を学んだことと、アプサラスであるウルヴァシーから受けた呪いを利用した変装であった。ウルヴァシーは、天界で修行するアルジュナに求婚するも断られ、それに怒って性的不能となる呪いをかけたのである。しかしインドラ神により、その期間は一年に縮められ、しかも自由に時期を選ぶことができたため、アルジュナはそれを十三年目にあてた。
マツヤ国の将軍・キーチャカは王妃の侍女として働いていたパーンダヴァの妻ドラウパディーにしつこく肉体関係を迫ったことで怒りを買い、ビーマに殺されてしまう。これを聞いたドゥルヨーダナは、強力な将軍キーチャカが死んだと聞き、家畜を奪うためにマツヤ国へと攻め入った。(※強力なキーチャカを殺害したのはパーンダヴァに違いないと考え、正体を暴いてもう十二年間森へ追放するため、軍を向かわせたとするバージョンも存在する。これに対し、パーンダヴァは立ち上がり、アルジュナ以外の四人は、マツヤ国の戦士らと共に戦車を操って迎撃に向かう。残ったアルジュナは、ウッタラー王子の御者として、カウラヴァの強力な戦士たち、ドゥルヨーダナ、カルナ、ドローナ、クリパ、アシュヴァッターマンらと対峙する。怯えるウッタラー王子を宥めながら、森へ隠しておいたガーンディーヴァや箙を取り返し、アルジュナは一人で退け、その衣を奪い勝利する。この時点で約束の十三年目は過ぎており、アルジュナたちは正体を明かす。ヴィラータ王は感謝の印として自らの娘ウッタラーをアルジュナの嫁にと申し出るが、アルジュナはウッタラー王女が教え子であることを理由に断り、自分の息子のアビマニュの嫁にもらい受ける。

## クルクシェートラの戦い
十三年間の追放が終わっても、ドゥルヨーダナはパーンダヴァ達の築いた国・インドラプラスタはおろか、代わりに要求した五つの村のみを返すことさえ拒絶した。クリシュナによる和平交渉、クンティーによるカルナへの説得に加え、カウラヴァ側でもビーシュマやドローナ、ヴィドゥラたちクルの長老達やガーンダーリーがドゥルヨーダナを説得しようとするも叶わず、遂に全面対決へと至る。カウラヴァ側の軍が十一軍団あったのに対し、パーンダヴァ側は七軍団という劣勢の中、戦いが始められた。
戦いに先立ち、カウラヴァ、パーンダヴァの両陣営は諸国の王らを味方に引き込もうと画策していた。アルジュナとドゥルヨーダナは、クリシュナの元へ向かう。先に到着したのはドゥルヨーダナであったが、クリシュナは眠っていた。目を覚ました時、クリシュナは頭側に置かれた豪奢な椅子に座っていたドゥルヨーダナよりも、足元に恭しく立っていたアルジュナを先に見つけた。ドゥルヨーダナは先に到着したのは自分だと主張したが、クリシュナは自分が目にしたのはアルジュナが先であること、年少者から意見を聞くべきであること（ドゥルヨーダナはアルジュナの兄ビーマと同い年のため、一つ年上になる）から、アルジュナに「戦わない私自身と、私が持つ軍隊のどちらを望むか」と問う。アルジュナは即座にクリシュナを自らの御者に望み、軍団を望まなかった。クリシュナはこれに微笑み、アルジュナの御者としてクルクシェートラの戦いを共にする。

### 「バガヴァッド・ギーター」
戦争直前、親族同士が殺し合い、師を殺すという罪悪感に耐えきれなくなったアルジュナは、戦を放棄しようとする。これに対し、クリシュナはアルジュナに対し、武器を手に取って戦うように説得する。「バガヴァッド・ギーター」と呼ばれるクリシュナとアルジュナの問答はヒンドゥー教の聖典の一つである。ここでクリシュナは、偉大なヴィシュヌ神の姿をアルジュナに見せたり、クルクシェートラの戦いでアルジュナに討たれた者は天界へ至ることを説いたり、あらゆる説得を行う。アルジュナは遂に決心し、ガーンディーヴァを携えて戦に望むが、この後も何度も戦争を忌避する素振りをみせ、クリシュナを困らせる。

### ビーシュマ殺し
カウラヴァの最初の総司令官はビーシュマであった。自ら死期を選べるビーシュマは次々とパーンダヴァ側の戦士達を殺戮していった。しかし自軍が劣勢であるにもかかわらず、アルジュナはビーシュマへの愛故に（父パーンドゥを失ったパーンダヴァにとって、ビーシュマは父のように慕う庇護者であった）中々真っ向から立ち向かおうとしなかった。これに焦れたクリシュナは、円盤スダルシャナを携えて戦車を降りてビーシュマを倒しに向かおうとし、戦わないという誓いを破りかねない状態だった。アルジュナは慌ててクリシュナの腰にしがみついてこれを止め、ビーシュマと戦うことを誓う。ビーシュマは、ユディシュティラに尋ねられて自らを殺す方法として、「女とは戦わない」という情報をパーンダヴァに与える。そこでパーンダヴァ側は、ビーシュマと因縁のある王女アンバーの生まれ変わりであり、元は女で男に性転換したシカンディンを先頭に立たせ、それにアルジュナが続くという形でビーシュマを倒した。アルジュナの矢で体中に矢が刺さったビーシュマは、倒れる際に矢が地面に刺さって接地せず、矢のベッドに横たわっているようになった。しかし頭の部分はそうではなかったために、アルジュナは矢を地面に放ち、ビーシュマの頭を支え、地面から湧いた水でその乾きを癒した。ビーシュマはアルジュナの行為に満足し、その後戦場で矢のベッドに寝たまま、戦争の行く末を見守った。（ビーシュマの項を参照）

### アビマニユの死
戦争13日目、カウラヴァは防御に厚い陣形を取った。これを突破せんとアルジュナの息子アビマニユが先陣を切るが、パーンダヴァ側はジャヤドラタによって分断されてしまい、アビマニユはカウラヴァ側の強力な戦士、ドローナ、アシュヴァッターマン、カルナ、クリパ、クリタヴァルマン、ブリハッドバラによって囲まれ殺される。アビマニユの死をアルジュナは大いに嘆き悲しみ、次の日の日没までにジャヤドラタを殺すことを誓う。これを聞いたカウラヴァ側は、ジャヤドラタをアルジュナから引き離して殺されないよう陣形を組む。アルジュナはこれにより中々ジャヤドラタの元へ迎えずに、日没が迫ろうとしていた。クリシュナによって一時的に太陽が隠され辺りが暗くなった時、既に危険は去ったと安心したジャヤドラタの首をアルジュナの矢が刎ねた。クリシュナの助言により、アルジュナはすぐに矢を継いでジャヤドラタの首をその父・ヴリッダクシャトラの膝に届けた。息子の首を地に落とした者の頭が弾けるよう祈っていたため、ヴリッダクシャトラの頭は粉々に砕けて、絶命した。

### ドローナ殺し
ビーシュマに続いて総司令官となったドローナを破れずに困っていたパーンダヴァは、クリシュナの助言を求めた。クリシュナは「ドローナの愛する息子アシュヴァッターマンが死んだと聞けば、ドローナは戦意喪失するだろう」と言った。アルジュナはこの恐ろしい作戦に賛同しなかったが、ユディシュティラが渋々これを受け入れた。ビーマがアシュヴァッターマンと名付けた象を殺して、恥じつつも「アシュヴァッターマンが死んだ！」と叫んだ。ドローナは真偽をユディシュティラに問い、ユディシュティラはこれを肯定した。それを聞いたドローナが戦意を失い、瞑想を始めたところをドリシュタデュムナが首を跳ねた。戦車から降りて駆け寄りながら「師匠を生きたまま連れてこい、殺すべきではない」と叫び、最後まで師を殺すことを止めようとしていた。

### カルナの死

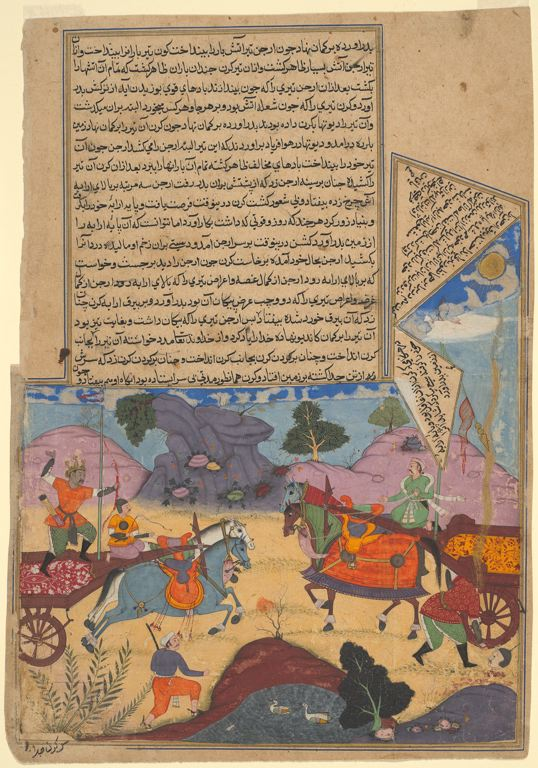
アルジュナがカルナを殺すシーン。

カウラヴァの次の総司令官となったカルナにユディシュティラは非常に苦しめられ、瀕死の重症をおった。兄を心配するあまり、アルジュナはビーマに戦場を任せて一時撤退するが、カルナを倒してこなかったアルジュナを、ユディシュティラはその愛弓ガーンディーヴァに相応しくないと非難する。アルジュナはガーンディーヴァについて侮辱された場合は相手を殺すと誓っていたために剣を抜くが、クリシュナの助言により兄を乱暴に呼ぶことで精神的に殺す。ユディシュティラはこれにショックを受け、弟にそのような言動をさせた自らを恥じ、アルジュナもまた兄への罪悪感故に自殺をはかろうとするが、クリシュナの仲裁により二人は仲直りする。アルジュナはあらためてカルナを殺すことをユディシュティラに誓い、戦場へと戻る。シャリヤの操る戦車に乗ったカルナと、クリシュナの操る戦車に乗ったアルジュナは、対峙して激しく矢を打ち合う。カルナが放った必殺の蛇矢は、かつてアルジュナが焼いたカーンダヴァに住んでいたナーガの子・アシュヴァセーナだった。一度目はクリシュナが踏ん張って戦車を地面にめり込ませたことで矢はアルジュナの冠を砕くだけですんだ。二度目は、カルナが他者の力を借りてアルジュナを殺す事を拒否したために、アシュヴァセーナ自ら飛んでいったが、アルジュナは矢でそれを切り裂いた。クリシュナがめり込んだ戦車を引き抜こうとしている隙を狙って、カルナはアルジュナとクリシュナを攻撃するが、これをアルジュナは矢を打ち返して防ぐ。アルジュナの矢が突き刺さりふらついたカルナを見て、アルジュナは攻撃を躊躇するが、クリシュナに叱咤激励されてしっかり矢を番える。カルナはすぐに気力を取り戻し再び攻撃する。しかし、今度は謝って牛を殺されたバラモンの呪いにより、カルナの戦車が地面に沈みこむ。カルナはこれを動かすまでアルジュナに攻撃を辞めてくれるよう頼む。アルジュナは一度これに応じるも、クリシュナがカルナの不徳と先程の攻撃を咎め、アルジュナに矢を放つよう促す。アルジュナは祈りをこめ、マントラを吹き込んだアンジャリカ（合掌）という名の矢でカルナの首を刎ねる。（詳しくはカルナの項目参照）

### アシュヴァッターマンの夜襲
ビーマが一騎打ちの末ドゥルヨーダナを討ち果たした後、怒り狂ったアシュヴァッターマンが、カウラヴァ側で生き残ったクリパ、クリタヴァルマンと共に夜襲を行う。これによりパーンダヴァ五兄弟とクリシュナとサーティヤキを除いたパーンダヴァ側の戦士達が皆殺しにされる。殺された中には、ドラウパディーが産んだパーンダヴァの息子たち（ドラウパディーとアルジュナの息子シュルタキールティ、およびその四人の異父兄弟）、シカンディン（ドルパダ王の子でドラウパディーの兄。ビーシュマ殺害に協力した）、ドローナを殺したドリシュタデュムナ（ドラウパディーの兄）が含まれていた。
夜襲後逃亡するアシュヴァッターマンを追って、アルジュナは兄弟およびクリシュナと共に戦車を駆る。追い詰められたアシュヴァッターマンはブラフマシラスを放ち、クリシュナの助言でアルジュナも同様にブラフマシラスを放つ。しかし天界の神々は世界が滅ぶのを案じて撤回するよう要請し、アルジュナはこれを回収（撤回）する。しかし、アルジュナのような精神的資質を持つ者を例外として、いかなる者も一度放たれたブラフマシラスを撤回することはできないため、アシュヴァッターマンはこれを回収することが出来ず、仕方なくアルジュナの息子の妻であるウッタラー王女の腹に向かって放った。この時死んだ胎児がパリクシットである。胎児はクリシュナの力によって蘇り、後にクルの王位を継いだ。パーンダヴァの師・ドローナに対する敬愛故にアシュヴァッターマンは命を奪われることは無かった。アシュヴァッターマンは敗北を認め、生まれつき額にある宝玉をユディシュティラに差出し、胎児殺しの罪により地上で三千年彷徨うこととなった。

## 戦後のアルジュナ

### 馬祀祭
戦争の罪を清めるためにユディシュティラは馬祀祭（アシュヴァメーダ）を行うことにし、馬の護衛役としてアルジュナが選ばれた。この際、ユディシュティラからアルジュナは「極力相手の命を奪ってはならない」と命じられ、馬の行く手を阻む諸国の王や戦士達相手にも、できる限り命を奪うことがないよう戦った。マニプーラにおいて、王女チトラーンガダーとの間にできた自身の息子・バブルヴァーハナと戦い、殺されるが、ウルーピーの持つ宝玉の力により蘇生した。この一時的な死により、ビーシュマ殺しの罪が清められた。アルジュナが馬と共に帰国すると、ユディシュティラはアルジュナを労い、馬供儀を執り行った。

### ガーンディーヴァ返却と最期
戦争後三十六年がたった頃、ガーンダーリーの呪いによりヤータヴァ族が滅び、クリシュナも天界へと旅だった。クリシュナより残された女達のことを頼まれていたアルジュナは、彼女らの護衛をしてクルの王国へ帰ろうとしたが途中で襲われてしまう。その際にアルジュナはガーンディーヴァを引くことが出来ず、膂力と神通力が衰えたことを自覚する。ガーンディーヴァを使わず奮戦するも、アルジュナは一部の者しか護ることが出来ず、地上での自らの役目が終わったことを悟る。ユディシュティラや他の兄弟も同様に悟り、アルジュナの孫であるパリクシットに王位を譲り、後見人にユユツを指名した後、ドラウパディーを伴ってヒマラヤへ向かう。道中、ユディシュティラに言われてアルジュナはガーンディーヴァをヴァルナ神へ返却する。ヒマラヤの旅路ではドラウパディー、双子についで斃れる。ビーマはユディシュティラに倒れて言った者達の罪を問うが、アルジュナの罪として挙げられたのは「力に誇ったこと」であった。
アルジュナはその後、天界にてクリシュナと再会する。（※ヒマラヤで死んだ後はユディシュティラ中心に語られるため、細かいアルジュナのエピソードはない。アルジュナがクリシュナの隣にいる様子が描写されるぐらいである）。

## アルジュナとクリシュナの関係
クリシュナとアルジュナは古の双子の聖仙ナラとナーラーヤナの生まれ変わりであるとされ、前世からの緊密な一対の関係である。
　バガヴァッド・ギーター』においては、アルジュナの求めに応じてクリシュナはヴィシュヌ神としての姿を見せる。
　「あなたが見たこの私の姿は、非常に見られがたいものだ。神々ですら、この姿を非常に見たいと望んでいる。ヴェーダ、苦行、布施、祭祀によっても、あなたが見たような私を見ることはできない。しかし、ひたむきな信愛（バクティ）により、このような私を真に知り、見て、私に入ることができる。アルジュナよ。私のために行為をし、私に専念し、執着を離れ、すべてのものに対して敵意のない人は、まさに私に至る。アルジュナよ」。
このようにアルジュナの信愛にクリシュナは応えて見せ、アルジュナの迷いを払拭する。
　クルクシェートラの戦いにおいては、アルジュナを狙った武器の投擲からクリシュナが身を挺して守ったり、カルナとの戦いでは戦車を沈ませてアルジュナを助けたりなど、様々な場面でアルジュナはクリシュナに救われている。
　また、クルクシェートラの戦いで多くの戦士たちを失ったクルの王国が落ち着いたころ、アルジュナとクリシュナは平和をもたらしたことを心から喜び、しばらくの間王国内を回って心身を癒す。クリシュナがドヴァーラカーへ帰還することを切り出すと、アルジュナは『バガヴァッド・ギーター』の内容を忘れたと言い、クリシュナに再度話をしてくれるように望む。クリシュナはこれに対し、『アヌギーター』と呼ばれる一連の教えを説いた。
　クリシュナが自らの一族と共に滅んだ際には、アルジュナは直ちにドヴァーラカーへ向かうが、残された一万六千のクリシュナの妻の嘆きを見て、アルジュナ自身も深い悲しみに沈む。死の間際、クリシュナは自らの父ヴァスデーヴァに「私はアルジュナであり、アルジュナは私です。彼は女、子供たちを守り、あなたの葬儀も行ってくれるでしょう」と語っており、これをヴァスデーヴァから来たアルジュナは声を詰まらせ、その日の夜は悲しみのあまり意識を失う。
二人の関係の深さは単語にも表れ、クリシュナとアルジュナは度々「クリシュナウ（二人のクリシュナ）」と呼ばれる。サンスクリット語の名詞では、単数形・複数形以外に「二つのもの」を表す「両数形（双数形）」が存在し、不可分の緊密な一対のものを指す。「クリシュナウ」はこの両数形であり、一対の関係であることが強調されている。

## アルジュナの異名
アルジュナには多くの異名がある。追放から十三年目がたった時、ウッタラー王子に乞われて自ら十の異名を名乗る。
・ダナンジャヤ/Dhanañjaya ( धनञ्जय )：富を勝ち得た者
・ヴィジャヤ/Vijaya ( विजय ）：征服、勝利
・ヴァーサヴァ/Vāsava ( वासव )：ヴァス神（インドラ神）の息子
・シュヴェータヴァーハナ/Śvetavāhana ( श्वेतवाहन )：白馬を駆る者
・パールグナ/Phālguna ( फाल्गुन )：パールグナの星宿の元に生まれた者
・キリーティン/Kirīṭin ( किरीटिन् )：王冠を被せられた者
・ビーバツ/Bībhatsu ( बीभत्सु )：（忌まわしい行為を）忌む者
・サヴィヤサーチン/Savyasācin ( सव्यसाचिन् )：（左利き、転じて左手も右手も同様に使えることから）両利き
・アルジュナ：白（純粋な行為をする者）
・ジシュヌ/Jiṣṇu ( जिष्णु )：勝利する者
・クリシュナ/Kṛṣṇa ( कृष्ण )：黒（黒い肌の者）

## ギャラリー

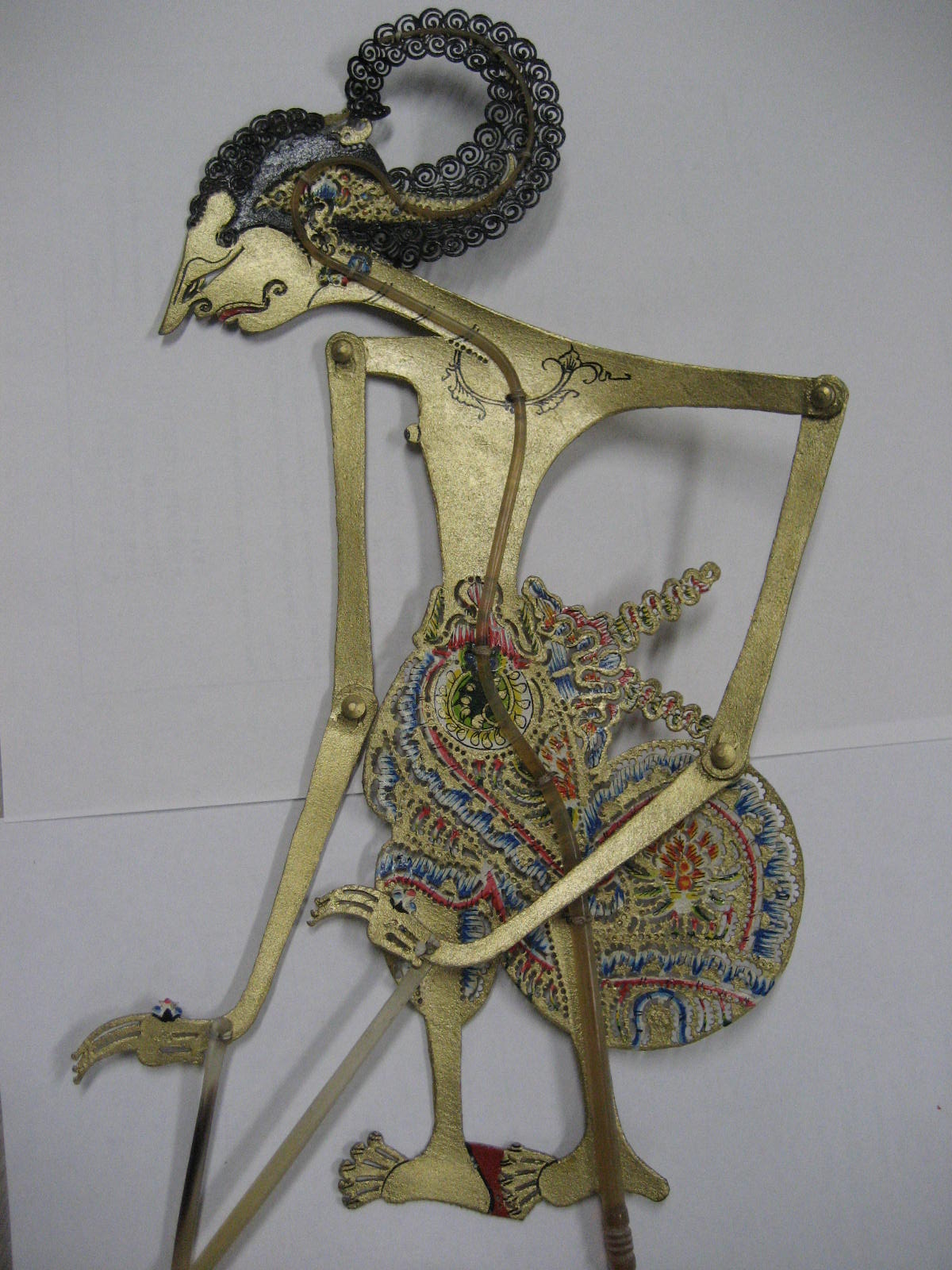
ワヤン・クリのアルジュナ
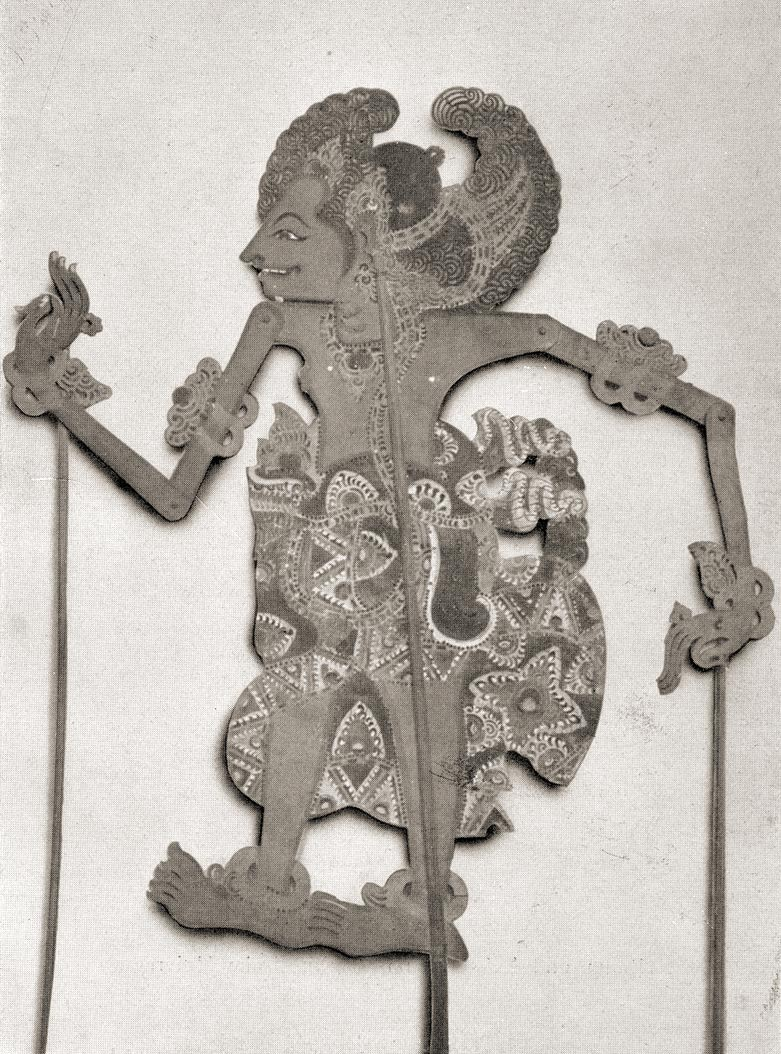
ワヤン・クリのアルジュナ
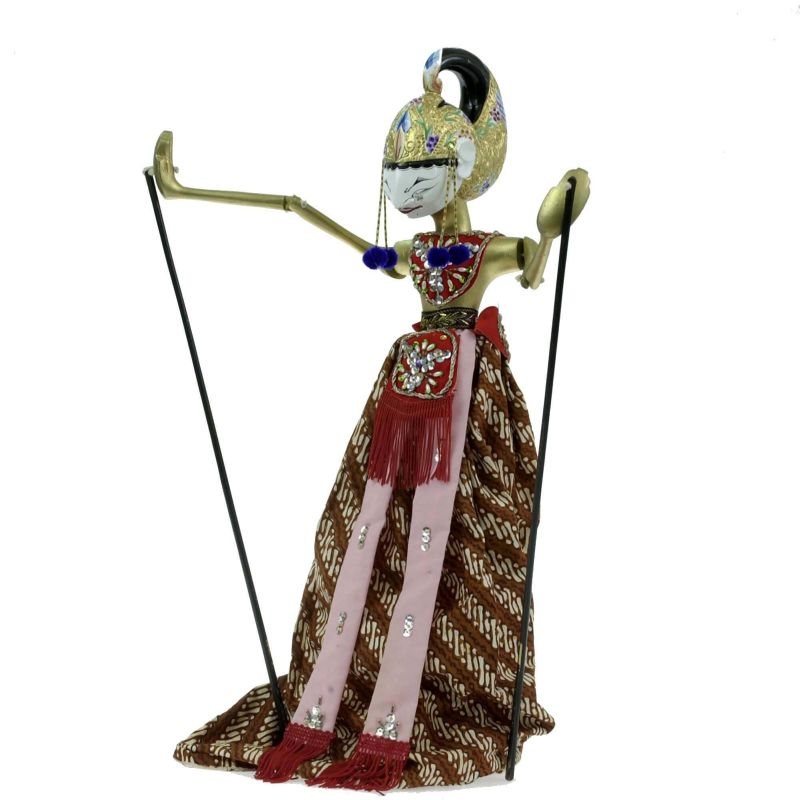
ワヤン・ゴレックのアルジュナ
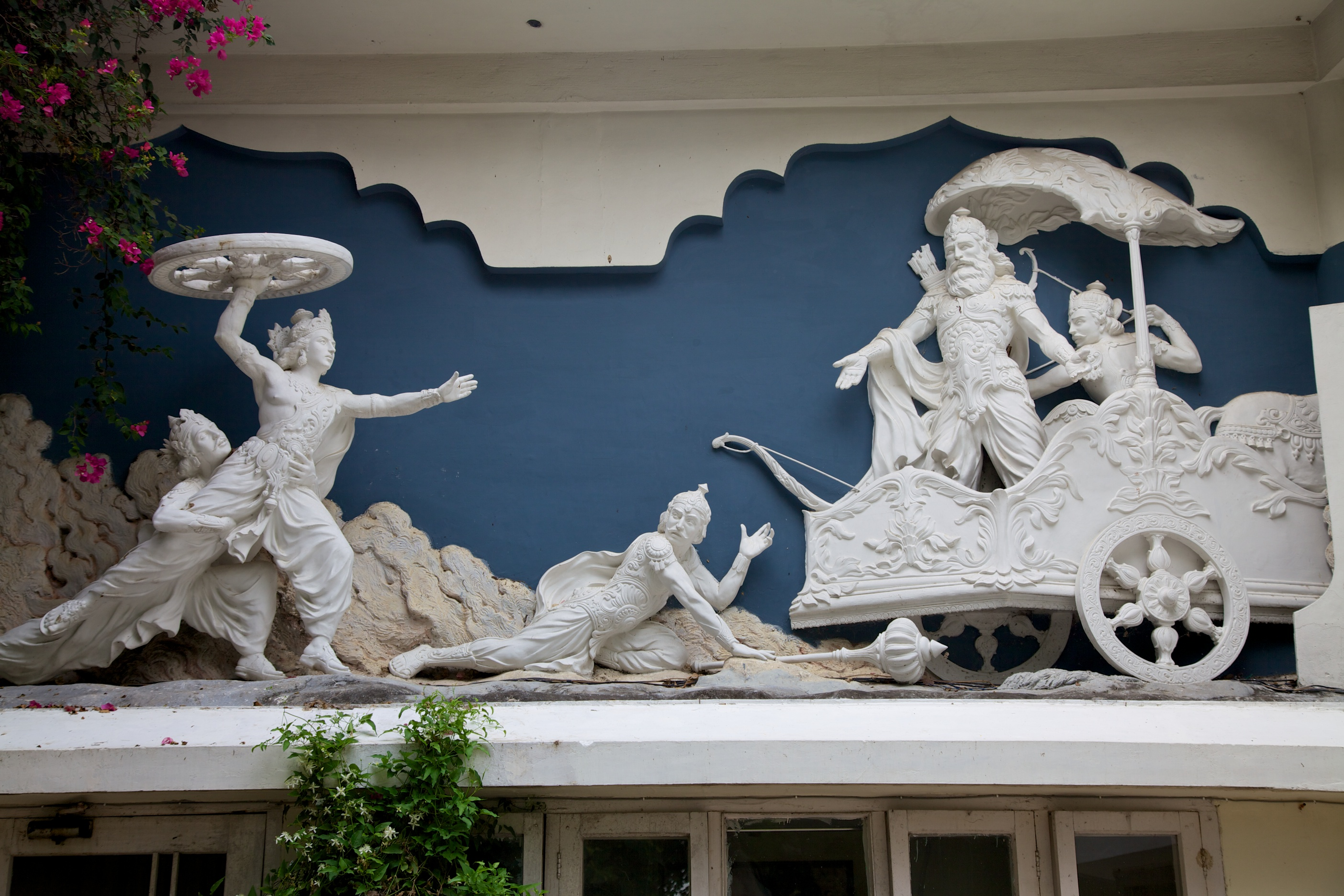
アルジュナとクリシュナの彫像
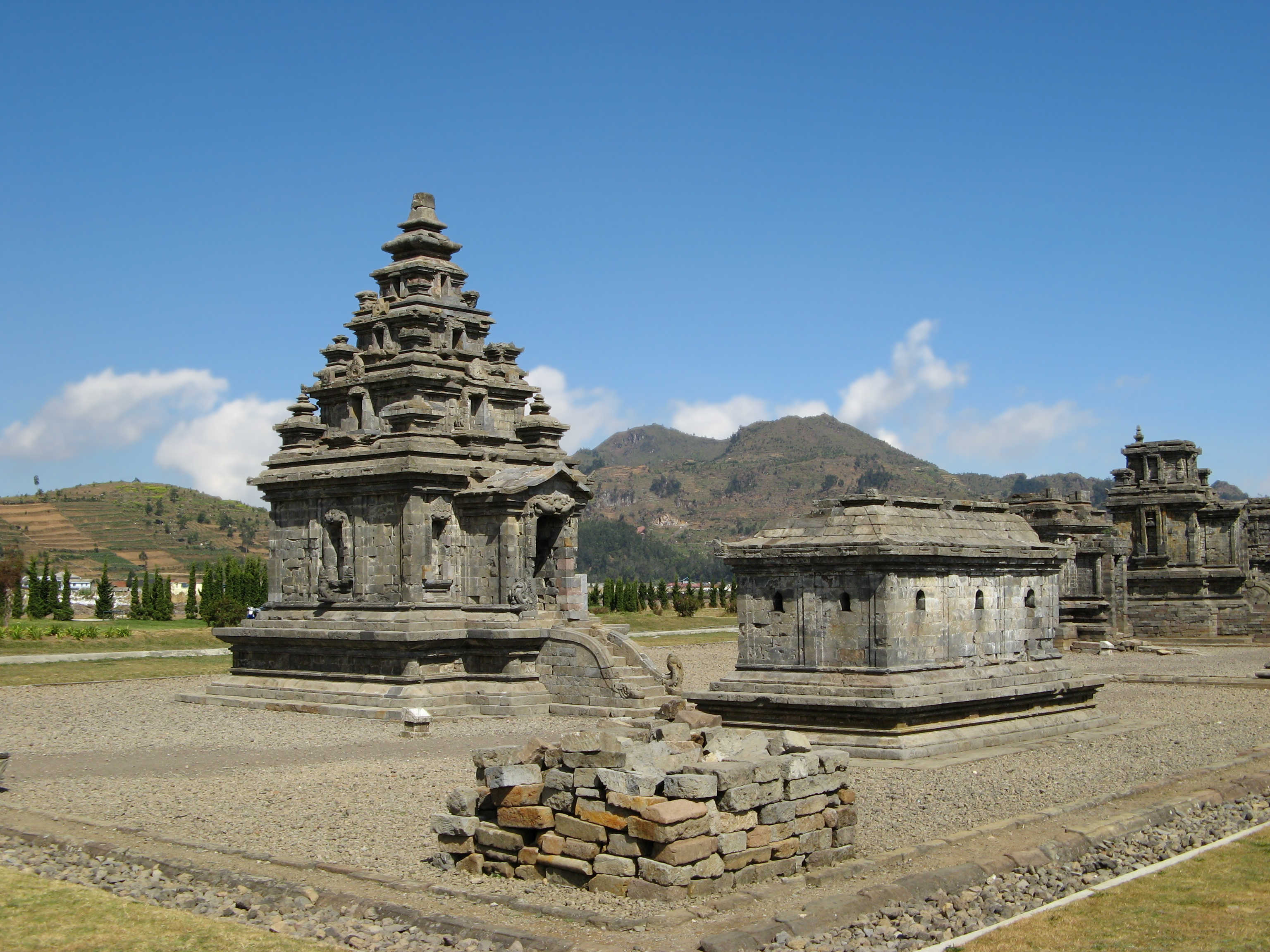
アルジュナを祀る寺院（インドネシア・バリ島）